# Gerhard Strick
Pour les articles homonymes, voir Strick.
Gerhard Strick (né le 10 janvier 1937) est un footballeur professionnel allemand.

## Carrière
Son premier club est le VfL Bad Neustadt jusqu'en 1955. Il fait des études de droit à Wurtzbourg.
Gerhard Strick arrive en 1961 du FC Würzburger Kickers, en 1. Amateurliga de Bavière, la troisième division, au 1. FC Nuremberg, en Oberliga, le plus haut niveau. Il est le deuxième gardien de but, le titulaire est Roland Wabra. Le 11 février 1962, 23e journée du championnat de l'Oberliga Sud, Strick fait ses débuts avec une victoire 1-0 à domicile contre le VfR Mannheim. Huit plus tard, le 18 février, il perd 0-3 à l'extérieur au Karlsruher SC.
Le 22 février 1962, il joue le match le plus important de sa carrière : Strick remplace Wabra lors du match retour du quart de finale de la Coupe des clubs champions européens contre le Benfica Lisbonne. Alors que Nuremberg avait gagné le match aller 3 à 1, devant 70 000 spectateurs à l'Estádio da Luz, l'équipe allemande connaît une nette défaite 0 à 6, des buts de José Augusto, Eusébio, José Águas, Mário Coluna et António Simões,.
Il est le gardien lors du match à domicile en quart de finale de la Coupe d'Allemagne le 8 août 1962 contre le VfV Borussia 06 Hildesheim, 11 à 0 ; Roland Wabra est titulaire et dispute tous les autres de la Coupe, notamment la finale.
Lors de sa deuxième saison en Oberliga, Strick fait six apparitions en 1962-1963.
Au moment de l'introduction de la première division allemande dans un groupe unique, la Bundesliga, en 1963, Strick reste dans l'équipe de Nuremberg. En deux années supplémentaires à Nuremberg, il dispute six matches de Bundesliga. Il joue son dernier match de Bundesliga le 19 septembre 1964 lors d'une victoire 3-2 à domicile contre le FC Schalke 04. Il quitte le club en 1965 et retourne aux Würzburg Kickers en 1. Amateurliga.